# Lindtneria alutacea
Lindtneria alutacea är en svampart som först beskrevs av Boidin, och fick sitt nu gällande namn av Boidin & Gilles 1986. Lindtneria alutacea ingår i släktet Lindtneria och familjen Stephanosporaceae.   Inga underarter finns listade i Catalogue of Life.